# Tomáš Pilík
Tomáš Pilík (Příbram, 20 dicembre 1988) è un calciatore ceco, attaccante del Benešov.

## Carriera

### Club
Ha giocato la maggior parte della carriera in patria con varie società di Příbram sua città natale e con Banik Ostrava e Zbrojovka Brno giocando principalmente nella massima serie ceca, fatta eccezione per l'esperienza in Ungheria all'Honvéd di Budapest dove si è trasferito nell'estate del 2018.

### Nazionale
Inizia la trafila con la nazionale ceca nel 2003 quando viene convocato con l'Under-16 con la quale scende in campo in 13 occasioni non segnando mai, dal 2004 al 2005 gioca su buoni livelli alcune partite di qualificazione per l'europeo di categoria con l'Under-17 raccogliendo in tutto 17 presenze e 3 gol, successivamente è stato convocato 11 volte con l'Under-18 fino al 2006 dove ha giocato due partite dell'europeo con l'Under-19.